# Comme si j'étais là
Comme si j'étais là è un album postumo della cantante italo-francese Dalida, pubblicato il 30 gennaio 1995 e distribuito da Carrere Music.
Si tratta del primo album postumo di brani remixati della carriera della cantante.
Nella versione in CD di questa raccolta sono presenti, oltre ad un remix di Rio do Brasil, due tracce bonus in più rispetto a quelle riportate nell'LP: Salma ya salama (in versione egiziana) e Laissez-moi danser; anche questi brani sono stati remixati.
Da quest'album sono stati estratti tre singoli.
Dopo un'intensa promozione alla televisione francese ed alle radio, l'album riuscì ad ottenere un grande successo commerciale in Francia, vendendo più di 200.000 copie, ottenendo un doppio disco d'oro e posizionandosi alla #4 posizione nelle classifiche francesi.

## Tracce (LP)
Lato A
1. Comme si j'étais là (brano parlato)
2. Prélude (brano strumentale - durata di circa 30")
3. Besame mucho (versione remix 1995)
4. Jusqu'au bout du rêve (remix del brano Laissez-moi danser)
5. Il venait d'avoir 18 ans (versione remix 1995)
6. Salma ya salama (versione in francese - remix 1995)
7. J'attendrai (versione remix 1995)

Lato B
1. Le Lambeth Walk (versione remix 1995)
2. Les feuilles mortes (versione remix 1995)
3. Ti amo (versione remix 1995)
4. Génération Dalida (remix del medley Génération 78)
5. Mourir sur scène (versione remix 1995)

## Tracce (CD)
1. Comme si j'étais là
2. Prélude (brano strumentale)
3. Besame mucho (versione remix 1995)
4. Jusqu'au bout du rêve (remix del brano Laissez-moi danser)
5. Il venait d'avoir 18 ans (versione remix 1995)
6. Salma ya salama (versione in francese - remix 1995)
7. J'attendrai (versione remix 1995)
8. Le Lambeth Walk (versione remix 1995)
9. Les feuilles mortes (versione remix 1995)
10. Rio do Brasil (versione remix 1995)
11. Ti amo (Je t'aime) (versione remix 1995)
12. Génération Dalida (medley)
13. Mourir sur scène (versione remix 1995)

Bonus Tracks
1. Salma ya salama (versione in egiziano, remix 1995)
2. Laissez-moi danser (versione remix 1995)

## Come se fossi qui...
Il 24 novembre 1999 venne pubblicata una riedizione in CD dell'album Comme si j’étais là, dal titolo Come se fossi qui..., creata per il mercato italiano e distribuita da Barclay. 
All'interno della raccolta si trovano alcuni brani di Dalida in lingua italiana, sia originali dell'epoca che remixati. Tra questi ultimi è possibile ascoltare un'inedita versione in lingua italiana del brano remix Là-bas dans le noir (creato postumo nel 1996 con frasi di Gigi l'amoroso), chiamato Laggiù nel buio?.

### Tracce
1. L'ultimo valzer
2. Aranjuez la tua voce
3. Oh lady Mary
4. Bang bang
5. 18 anni
6. Tornerai
7. Mama
8. Un po' d'amore
9. La danza di Zorba
10. Non è più la mia canzone (versione remix 1999)
11. Salma ya salama (Sueño flamenco) (versione ispano-egiziana, remix 1995)
12. Darla dirladada (in italiano - versione remix 1999)
13. Generazione Dalida (Génération Dalida, medley - remix 1995)
14. Flamenco "Oriental" (versione italo-orientale - remix 1995)
15. Laggiù nel buio? (versione in italiano di Là-bas dans le noir - techno/dance remix 1999)
16. Nel 2023 (versione remix 1999)
17. Ciao amore, ciao
18. Il silenzio
19. Gigi l'amoroso